# Флет-Рок (округ Саррі, Північна Кароліна)
Флет-Рок (англ. Flat Rock) — переписна місцевість (CDP) в США, в окрузі Саррі штату Північна Кароліна. Населення — 1326 осіб (2020).

## Географія
Флет-Рок розташований за координатами 36°30′31″ пн. ш. 80°34′47″ зх. д. / 36.50861° пн. ш. 80.57972° зх. д. (36.508554, -80.579805).  За даними Бюро перепису населення США в 2010 році переписна місцевість мала площу 6,82 км², з яких 6,77 км² — суходіл та 0,05 км² — водойми.

## Демографія
Згідно з переписом 2010 року, у переписній місцевості мешкало 1556 осіб у 656 домогосподарствах у складі 441 родини. Густота населення становила 228 осіб/км².  Було 745 помешкань (109/км²).
Расовий склад населення:
| - 85,8 % — білих - 6,5 % — чорних або афроамериканців - 0,5 % — азіатів - 0,3 % — корінних американців - 5,5 % — осіб інших рас |

До двох чи більше рас належало 1,3 %. Частка іспаномовних становила 8,2 % від усіх жителів.
За віковим діапазоном населення розподілялося таким чином: 21,2 % — особи молодші 18 років, 60,0 % — особи у віці 18—64 років, 18,8 % — особи у віці 65 років та старші. Медіана віку мешканця становила 42,3 року. На 100 осіб жіночої статі у переписній місцевості припадало 86,3 чоловіків;  на 100 жінок у віці від 18 років та старших — 84,1 чоловіків також старших 18 років.
Середній дохід на одне домашнє господарство  становив 32 236 доларів США (медіана — 24 496), а середній дохід на одну сім'ю — 35 852 долари (медіана — 27 344). За межею бідності перебувало 26,9 % осіб, у тому числі 31,3 % дітей у віці до 18 років та 10,1 % осіб у віці 65 років та старших.
Цивільне працевлаштоване населення становило 663 особи. Основні галузі зайнятості: роздрібна торгівля — 27,3 %, мистецтво, розваги та відпочинок — 15,8 %, освіта, охорона здоров'я та соціальна допомога — 13,9 %.